# Lophocampa salicis
Lophocampa salicis är en fjärilsart som beskrevs av Jean Baptiste Boisduval 1869. Lophocampa salicis ingår i släktet Lophocampa och familjen björnspinnare. Inga underarter finns listade i Catalogue of Life.